# ادی ساکس
ادوارد ژولیوس ساکس جونیور (انگلیسی: Edward Julius Sachs Jr.؛ زادهٔ ۲۸ مهٔ ۱۹۲۷ در آلن‌تاون، پنسیلوانیا، درگذشتهٔ ۳۰ مهٔ ۱۹۶۴ در اسپیدوی، ایندیانا) رانندهٔ مسابقات اتومبیل‌رانی اهل ایالات متحده آمریکا بود که از فصل ۱۹۵۳ تا ۱۹۵۴، و دوباره از فصل ۱۹۵۶ تا ۱۹۶۰ در مجموع در هفت گراند پری از مسابقات جهانی فرمول یک شرکت کرد، اما موفق به کسب هیچ امتیازی نشد.
ساکس در ۳۰ مهٔ ۱۹۶۴ بر اثر تصادف رانندگی در مسابقهٔ ایندیاناپلیس ۵۰۰ ۱۹۶۴ در اسپیدوی، ایندیانا درگذشت.